# هانس ریس
هانس ریس (انگلیسی: Hans Reese؛ ۱۷ سپتامبر ۱۸۹۱ – ۲۳ ژوئن ۱۹۷۳ (age 81)) دانشمند در زمینه اهل آلمان بود.
از باشگاه‌هایی که در آن بازی کرده‌است می‌توان به باشگاه فوتبال هولشتاین کیل اشاره کرد.